# Palais Giorgioli
Le palais Giorgioli est un palais éclectique situé au carrefour de la Via Cavour (n ° 104) avec la Via di Santa Maria Maggiore, dans le rione Monti de Rome.

## Histoire
Ce palais a été construit entre 1883 et 1888 par Carlo Busiri Vici pour Benedetto Giorgioli, un entrepreneur qui possédait déjà les propriétés qui se trouvaient sur les lieux. Le tracé de la nouvelle Via Cavour, ouverte en 1880 après l’unification de l’Italie (1870) en tant que lien entre la nouvelle gare Roma Termini et les Forums impériaux, a conduit à la construction de plusieurs bâtiments le long de son parcours. Le terrain sur cette avenue était une vallée plutôt escarpée et inégale, l'ancienne vallée de Subure. Le nouvel itinéraire a ensuite tenté de créer et de maintenir un niveau de descente régulier entre le sommet du mont Viminal, où se trouve la gare, et la vallée où se trouvent les forums,.
Le Palazzo Giorgioli est un exemple typique des bâtiments qui ont émergé de cette période, du point de vue fonctionnel — immobilier qui abritait des espaces commerciaux au rez-de-chaussée et des résidences de luxe aux étages supérieurs — comme esthétique, avec une façade monumentale à grandes colonnes et des pierres en style bugnato rustique sur la Via Cavour, la présence de la plaque en mémoire de l'antique Via Zonca, qui était la voie historique menant à l’ancienne basilique de Sainte Marie Majeure et qui a été divisée en deux par le nouvel itinéraire.

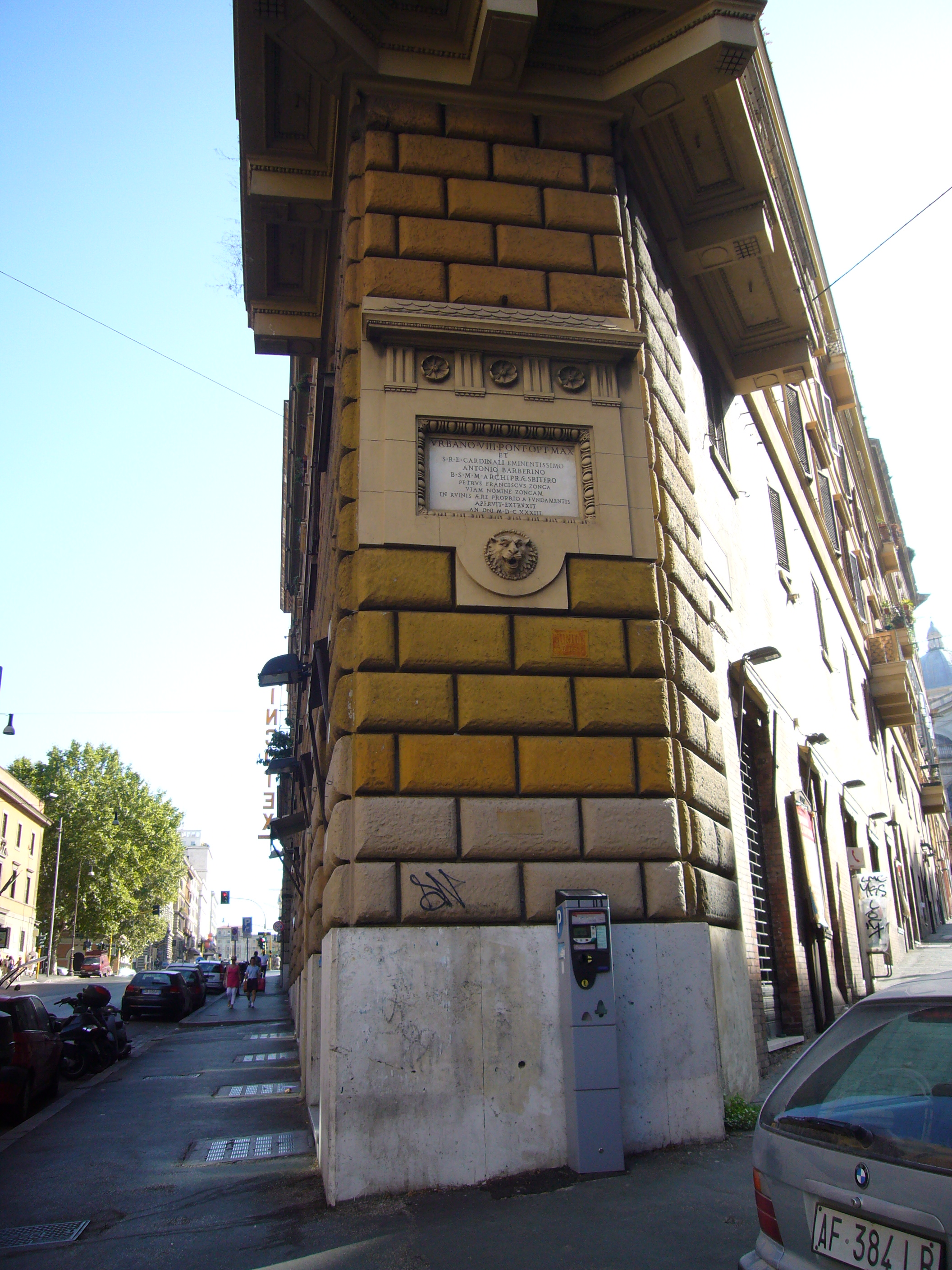
Plaque en mémoire de l'ouverture de la Via Zonca
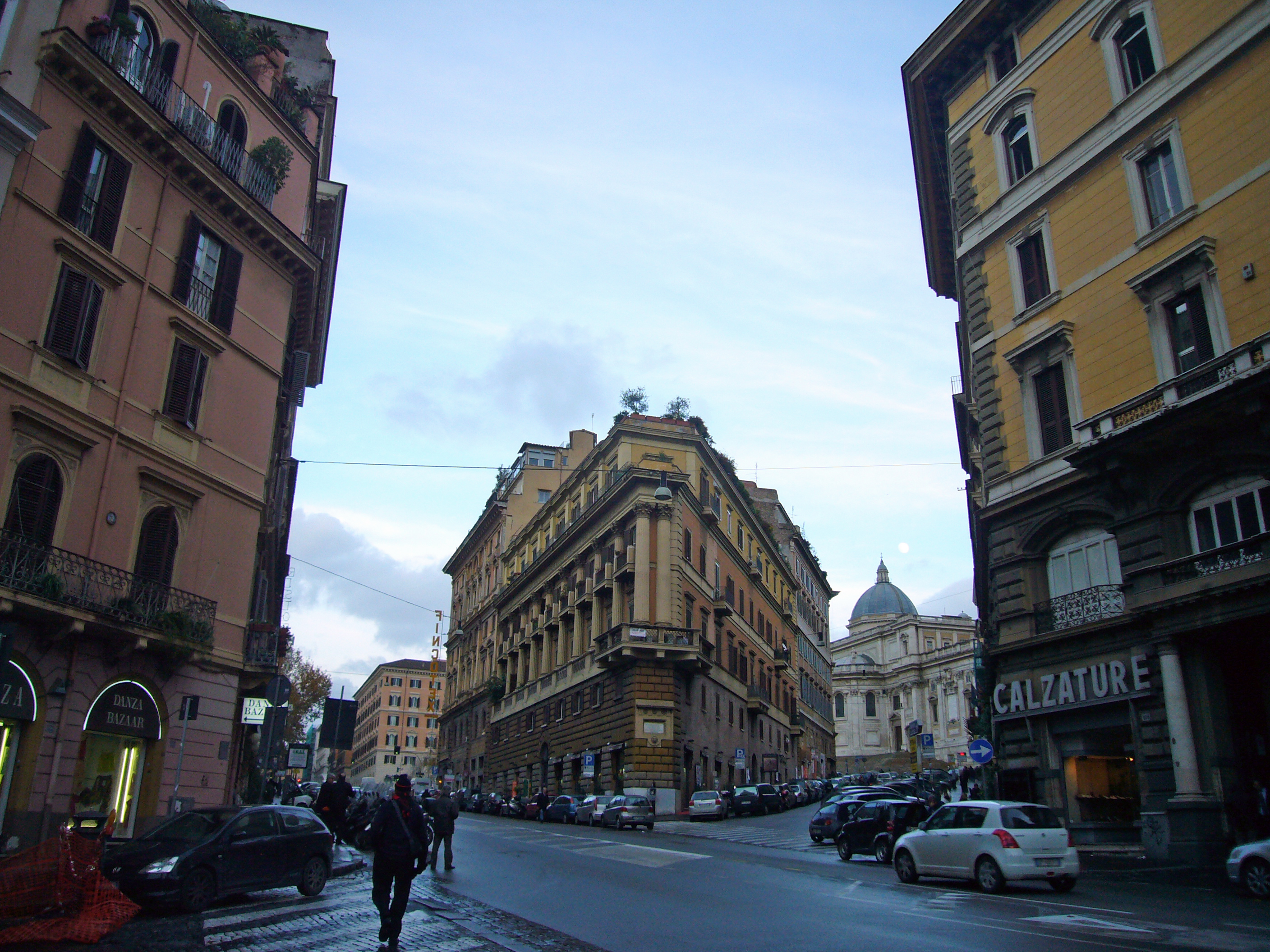
Le palais vu de la Via Cavour. À droite, la Via di Santa Maria Maggiore avec à l'arrière-plan l'abside de la Basilique Sainte-Marie-Majeure